# Festa do Bode Rei
A Festa do Bode Rei, ou simplesmente Bode Rei, é um dos mais tradicionais eventos culturais e agropecuários do estado da Paraíba, realizada anualmente no mês de junho no município de Cabaceiras, conhecido como a "Roliúde Nordestina". Criada em 1999, a festa tem como foco a valorização da caprinocultura, atividade econômica de grande importância para a região do Cariri Paraibano, reunindo exposições de animais, competições, apresentações culturais, feiras gastronômicas e shows musicais, atraindo milhares de visitantes de diversas partes do Brasil.
Ao longo de suas edições o evento consolidou-se como um dos maiores eventos do gênero no país e contribuiu para o fortalecimento da identidade cultural, além do desenvolvimento socioeconômico local, chegando a ser reconhecida em 2011, como Patrimônio Cultural Imaterial do estado da Paraíba, por meio da Lei Ordinária nº 9.513 aprovada pela Assembleia Legislativa do Estado e promulgada pelo governador do estado.

## História
A origem da Festa do Bode Rei remonta ao final da década de 1990, quando produtores rurais, autoridades municipais e a comunidade de Cabaceiras buscaram criar um evento que pudesse valorizar a principal atividade econômica da região: a criação de caprinos e ovinos. O Cariri Paraibano, devido às suas condições semiáridas, tornou-se um dos principais polos de caprinocultura do Brasil, com destaque para a resistência dos animais adaptados à seca e à vegetação da Caatinga, então, em 1999, foi realizada a primeira edição da festa, com apoio da prefeitura e de entidades ligadas ao setor agropecuário.

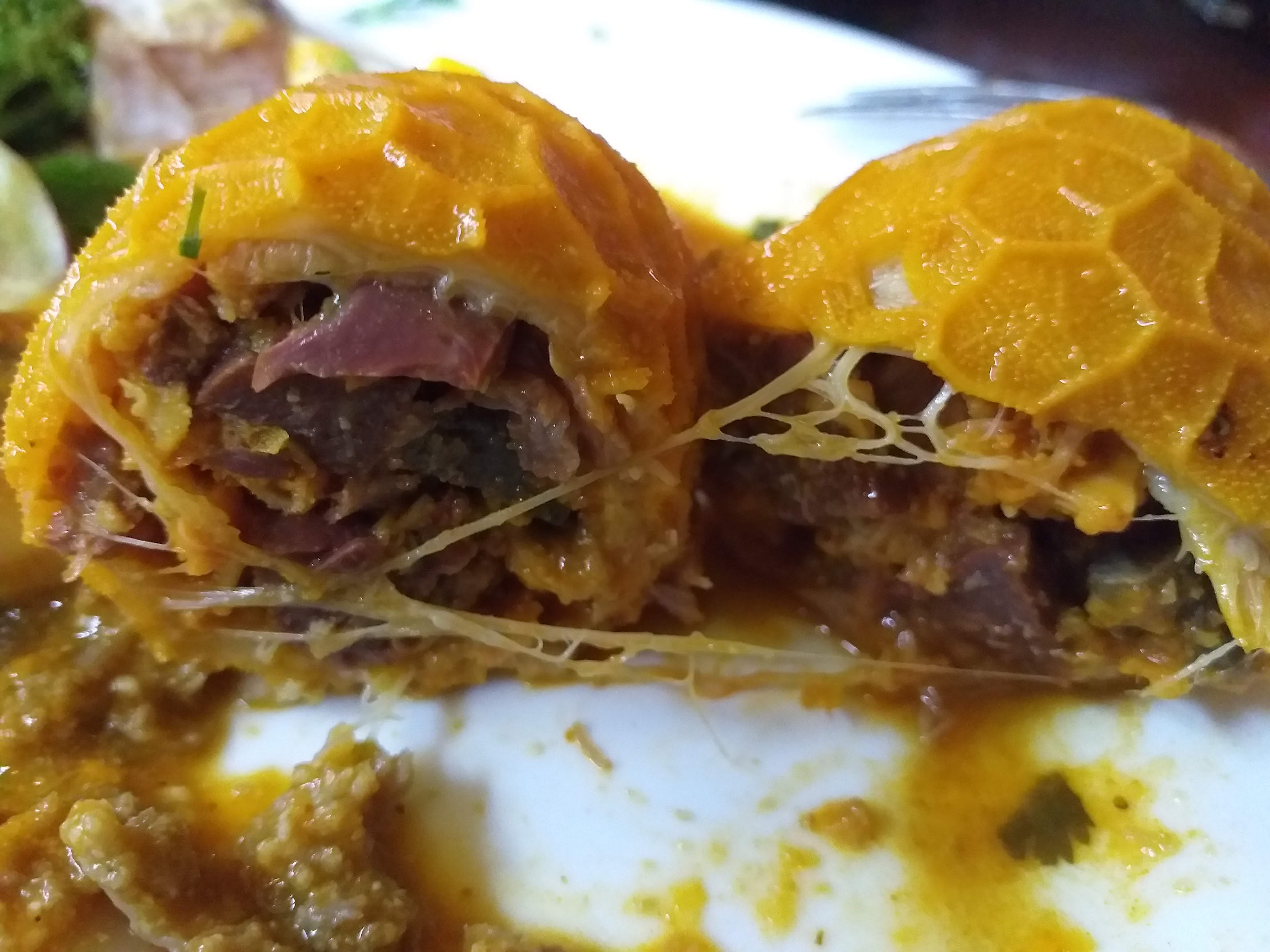
Um dos pratos típicos da festa

Inicialmente modesta, a Festa do Bode Rei rapidamente ganhou notoriedade no calendário de eventos da Paraíba, em especial por sua proposta inovadora de unir negócios, turismo e cultura regional. Ao longo dos anos, o evento foi se profissionalizando, contando com parcerias de instituições como o SEBRAE, a EMEPA (Empresa Estadual de Pesquisa Agropecuária da Paraíba), universidades e órgãos de fomento à agricultura familiar, tornando-se assim, uma vitrine não apenas para os produtos da caprinocultura, mas também para o artesanato, a gastronomia e a produção cultural do Cariri.

## A festa e sua importância
Realizada sempre no início de junho, coincidindo com o início das festas juninas do Nordeste, a Festa do Bode Rei movimenta toda a economia de Cabaceiras e da região. Durante o evento, são realizadas diversas atividades, como o tradicional desfile do "bode rei", símbolo máximo da festa, além de feiras de animais, torneios leiteiros, concurso de qualidade genética, palestras técnicas e oficinas de capacitação para produtores.
O evento é também um importante espaço para a promoção da cultura local, contando com a presença de grupos de forró, repentistas, quadrilhas juninas, bacamarteiros e apresentações de coco de roda, os quais integram a programação cultural, que celebra a tradição nordestina. Paralelamente ao eventos culturais de dança, a feira gastronômica oferece pratos à base de carne de bode, queijo de cabra, doces regionais e outros produtos típicos da culinária do sertão.
Além do aspecto econômico, a Festa do Bode Rei possui um forte apelo turístico e simbólico, pois contribui para a preservação da cultura sertaneja e projeta Cabaceiras no cenário nacional, visto que sua programação diversificada, atrai dezenas de milhares de visitantes a cada edição, gerando ocupação hoteleira máxima e aquecendo setores como comércio, serviços e transporte. A Festa do Bode Rei também serve como espaço de intercâmbio técnico e comercial entre criadores, pesquisadores e investidores do setor agropecuário.